# ダニエル・ファン・ブイテン
ダニエル・ファン・ブイテン（Daniel Van Buyten [ˈdaːniəl vɑn ˈbœy̆tən] 発音、1978年2月7日 - ）はベルギー・シメイ出身の元サッカー選手。元ベルギー代表。ポジションはディフェンダー（センターバック）。
197cmの体躯を生かし、バイエルン・ミュンヘンやベルギー代表で長く活躍した。

## 経歴

### クラブ
1997年にシャルルロワでプロサッカー選手としてのキャリアをスタートする。デビュー当時はストライカーだったが、センターバックに転向し、その後も197cmの屈強なディフェンダーとして名を馳せていく。スタンダール・リエージュを経て、2001年にフランスの強豪マルセイユに移籍。ここでは空中戦の強さを生かし、在籍2年半でリーグ戦76試合12得点を記録した。2003-04シーズンの後半戦にはイングランドのマンチェスター・シティにシーズン終了までの期限付き移籍をするも、リーグ戦5試合の出場に留まった。マルセイユに戻った2004年の夏、ドイツのハンブルガーSVに加入。ここでもディフェンダーながら初年度にリーグ戦5得点をマーク、2005-06シーズンにはクラブはブンデスリーガで3位に食い込んだ。
2006年にバイエルン・ミュンヘンに移籍すると、初年度からルシオの相方としてレギュラーとして出場。続く2シーズンはマルティン・デミチェリスやルシオの控えに回るも、2009年にルシオがインテルに移籍すると、再びレギュラーに復帰しリーグ戦とカップ戦のタイトルを獲得。UEFAチャンピオンズリーグも決勝まで進むも、奇しくもルシオが移籍したインテルに敗戦し3冠達成とはならなかった。その後は、ホルガー・バトシュトゥバーやジェローム・ボアテングの後塵を拝することになるも、2012-13シーズンにクラブは再びリーグ戦とカップ戦を制し、さらにはチャンピオンズリーグも優勝し、ドイツ史上初の3冠を達成した。自身もチャンピオンズリーグのタイトルを掲げた初のベルギー人選手となった。
2014年6月に8年間過ごしたバイエルン・ミュンヘンとの契約が切れると、 ブラジルワールドカップ終了後の同年8月15日に現役引退を発表した。

### 代表
2001年2月、2002 FIFAワールドカップ欧州予選のサンマリノ戦で代表の初キャップを踏み、同年5月のデビュー2試合目となるスコットランド戦で初ゴールを決めた。
2002年のワールドカップ本選のメンバーにも選出。開催国日本との初戦を含むグループリーグ3試合にフル出場し、チームのグループリーグ突破に貢献。続く決勝トーナメント1回戦では、この大会で優勝することになるブラジルと当たり、自身はフル出場するも0-2で敗れて大会を去ることになった。
その後も、自身は着実に代表でのキャリアを積み上げるも、チームはFIFAワールドカップやUEFA EUROの大舞台に立つことができない時期が続く。
しかし、2014 FIFAワールドカップ欧州予選では黄金世代の台頭があり、他チームを圧倒しグループを首位で通過。自身も5試合に出場し、12年ぶりとなるメジャー大会の本選出場権を手に入れた。本大会には、ベルギー代表唯一のメジャー大会本選経験者として参戦し、全5試合にフル出場。チームのベスト8進出を支えた。

## 人物
父親はイワン・バイテンのリングネームを持つプロレスラーのフランツ・ファン・ブイテン、母親はドイツ人である。

## 代表歴

### 出場大会
- ベルギー代表
  - 2002 FIFAワールドカップ
  - 2014 FIFAワールドカップ

### 試合数
- 国際Aマッチ 85試合 10得点（2001年-2014年）[7]

| ベルギー代表 | 国際Aマッチ | 国際Aマッチ |
| 年           | 出場        | 得点        |
| ------------ | ----------- | ----------- |
| 2001         | 2           | 1           |
| 2002         | 11          | 0           |
| 2003         | 8           | 0           |
| 2004         | 3           | 0           |
| 2005         | 7           | 2           |
| 2006         | 5           | 1           |
| 2007         | 6           | 0           |
| 2008         | 5           | 0           |
| 2009         | 8           | 3           |
| 2010         | 4           | 2           |
| 2011         | 7           | 1           |
| 2012         | 2           | 0           |
| 2013         | 8           | 0           |
| 2014         | 9           | 0           |
| 通算         | 85          | 10          |

## タイトル

### クラブ
バイエルン・ミュンヘン
- ブンデスリーガ 2007-08, 2009-10, 2012-13, 2013-14
- DFBポカール 2007-08, 2009-10, 2012-13, 2013-14
- DFLリーガポカール 2007
- DFLスーパーカップ 2010, 2012
- UEFAチャンピオンズリーグ 2012-13
- UEFAスーパーカップ 2013
- FIFAクラブワールドカップ 2013

ハンブルガーSV
- UEFAインタートトカップ 2005（但し優勝は上位3クラブ）